# Тіві (острови)
Острови Тіві (англ. Tiwi Islands) — група островів біля берегів Північної території Австралії за 80 км на північ від міста Дарвін в місці злиття Арафурского і Тиморського морів.

## Географія
Острови Тіві складаються з двох островів: Мелвілл, Батерст і 9 незаселених маленьких островів (Buchanan, Harris, Seagull, Karslake, Irritutu, Clift, Turiturina, Matingalia і Nodlaw), загальна площа яких становить 8320 км². Мелвілл — другий за площею острів Австралії.
Узбережжя островів переважно скелясте і стрімчасте. Вологий сезон триває з жовтня по березень, сезон посух — з квітня по серпень.
Поверхня обох островів групи покрита густою рослинністю (в основному евкаліптовимі лісами). У деяких місцях розташовані мангрові зарості. Фауна представлена тваринами, широко поширеними по всій Австралії: валлабі, поссум, бандикут, зміями і ящірками.

## Історія
Острови були відкриті голландським мандрівником Абелем Тасманом в 1644 році. У квітні 1705 року на Тіві висадилася група голландців. В 1824 році на острові Мелвілл було засновано британське військове поселення, яке існувало до 1829 року.
У червні 1911 року на острові Батерст висадилися перші католицькі місіонери, оселившись в місті Нгуїу.
Під час Другої світової війни, 19 лютого 1942 року, острови Тіві піддалися повітряній атаці японської авіації.

## Місцеве самоврядування
В 1912 році острова Тіві були оголошені резерватом австралійських аборигенів. В 1980 році управління групою було передано аборигенній земельній раді Тіві. 12 липня 2001 року був сформований район самоврядування островів Тіві.

## Населення
Острови населені австралійськими аборигенами тіві, що заселили острова Тіві задовго до появи на них європейців. В 1996 році загальна чисельність населення групи становила 2033 особи, з яких 93,8 % були австралійськими аборигенами. У 2011 році населення островів збільшилося до 2579 осіб. Основна мова спілкування на островах — мова тіві, потім англійська.
Найбільші поселення — Нгуїу (острів Батерст), Пірлангімпі і Мілікапіті (острів Мелвілл).

## Культура
Острови Тіві відомі своєю традиційною культурою, представленою численними танцями, піснями і церемоніями.
На островах дуже популярний австралійський футбол (на Тіві навіть існує своя ліга).

## Галерея

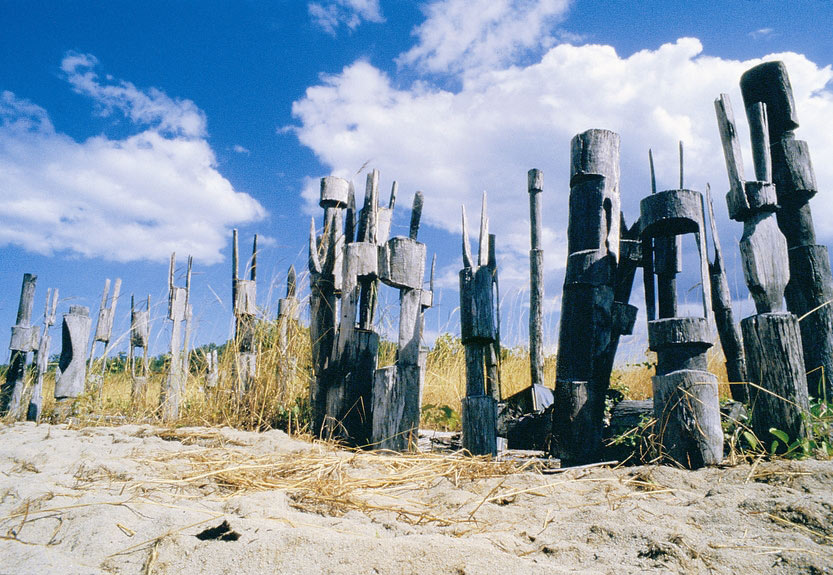
Церемоніальні похоронні стовпи на островах
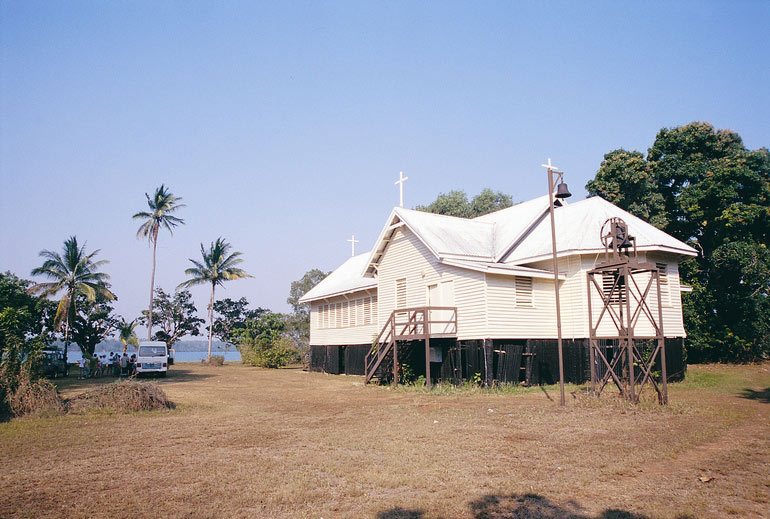
Острівна церква
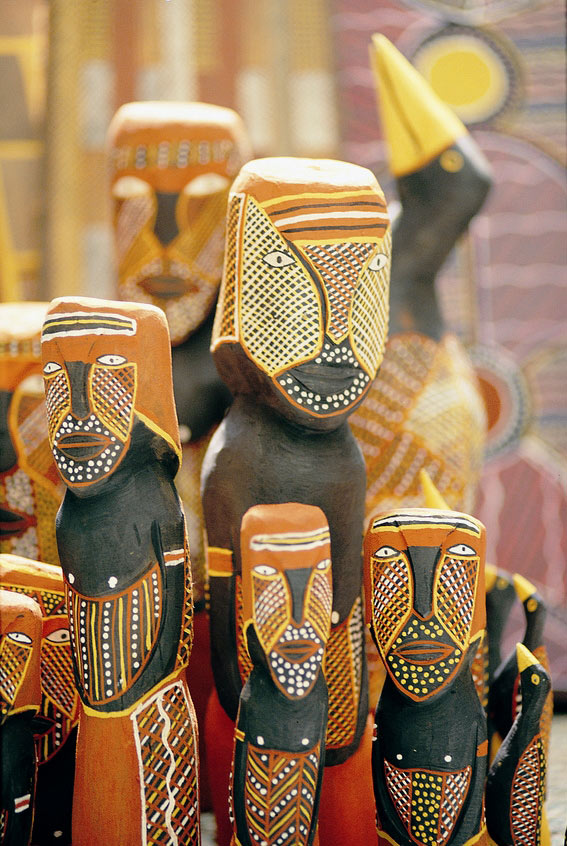
Різьблені фігурки з островів
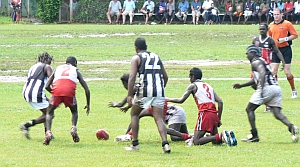
Гра в австралійський футбол на островах Тіві